# 李月汝
李月汝（1999年3月28日—），中国女子篮球运动员。

## WNBA生涯
2023年WNBA賽季李月汝因遭遇十字韌帶撕裂，芝加哥天空暫停與其合約。2024年2月，芝加哥天空將李月汝交易至洛杉矶火花。
2024年6月12日，李月汝在洛杉矶火花客场挑战西雅图风暴的比賽中全场拿到全队最高的18分，同时也刷新个人在WNBA生涯得分新高。

## KBSL生涯
2023年7月22日，李月汝與女子籃球超級聯賽貝西克塔什完成簽約。
2024年9月4日，博德魯姆宣布李月汝在WNBA賽季結束後加入球隊。